# Prionoptera
Prionoptera is een geslacht van vlinders van de familie spinneruilen (Erebidae), uit de onderfamilie Catocalinae.

## Soorten
- P. aexonia Druce, 1890
- P. serra Herrich-Schäffer, 1850
- P. serraoides Dognin, 1892
- P. socorrensis Dognin, 1912